# Pat Elynuik
Patrick Gerald Elynuik (* 30. Oktober 1967 in Foam Lake, Saskatchewan) ist ein ehemaliger kanadischer Eishockeyspieler, der während seiner Karriere für die Winnipeg Jets, Washington Capitals, Tampa Bay Lightning und Ottawa Senators in der National Hockey League spielte.

## Karriere
Pat Elynuik begann seine Karriere als Eishockeyspieler bei den Prince Albert Raiders, für die er von 1982 bis 1987 in der kanadischen Juniorenliga Western Hockey League aktiv war. Mit seiner Mannschaft konnte er in der Saison 1984/85 zunächst den President’s Cup gewinnen. Als Meister der WHL nahm er mit den Raiders Memorial Cup, dem Finalturnier um die Meisterschaft der Canadian Hockey League, teil und gewann auch diesen Titel. Im NHL Entry Draft 1986 wurde der Flügelspieler in der ersten Runde als insgesamt achter Spieler von den Winnipeg Jets ausgewählt. Für das Team aus Manitoba spielte er in den folgenden fünf Jahren in der National Hockey League, wobei er in seinen ersten beiden Spielzeiten in Winnipegs Franchise auch für deren Farmteam, die Moncton Hawks aus der American Hockey League, zum Einsatz kam.
Am 1. Oktober 1992 wurde Elynuik im Tausch gegen John Druce und ein Viertrundenwahlrecht für den NHL Entry Draft an die Washington Capitals abgegeben. Dort stand er ebenso ein Jahr lang unter Vertrag, wie anschließend für deren Ligarivalen Tampa Bay Lightning. Von 1994 bis 1996 lief der Kanadier für die Ottawa Senators in der NHL auf. Zudem trat er von 1995 bis zu seinem Karriereende 1997 für die Fort Wayne Komets und die Michigan K-Wings in der International Hockey League an.

### International
Für Kanada nahm Elynuik an der Junioren-Weltmeisterschaft 1987 teil, bei der er mit seiner Mannschaft aufgrund einer Massenschlägerei im Spiel gegen Russland disqualifiziert wurde.

## Erfolge und Auszeichnungen
- 1985 President’s-Cup-Gewinn mit den Prince Albert Raiders
- 1985 Memorial-Cup-Gewinn mit den Prince Albert Raiders
- 1986 WHL East First All-Star Team
- 1987 WHL East First All-Star Team